# Ken Ishikawa
Ken Ishikawa (jap. 石川 賢, Ishikawa Ken; eigentlich 石川 賢一, Ishikawa Ken’ichi; * 28. Juni 1948 in Karasuyama (heute Nasukarasuyama), Tochigi, Japan; † 15. November 2006) war ein japanischer Manga-Zeichner.
Er arbeitete in seiner Karriere viel mit Go Nagai zusammen und kreierte mit diesem zusammen in den 1970er Jahren unter anderem die Mangas zu Cutey Honey und Getter Robo, die sich beide als große Erfolge herausstellten und mehrfach als Anime verfilmt wurden.
Ishikawa starb am 15. November 2006 im Alter von 58 Jahren während eines Festessens an Herzinsuffizienz.